# Орел (Свети Никола)
Орел (мкд. Орел) је насеље у Северној Македонији, у средишњем делу државе. Орел је село у саставу општине Свети Никола.

## Географија
Орел је смештен у средишњем делу Северне Македоније. Од најближег града, Штипа, насеље је удаљено 35 km северозападно.
Насеље Орел се налази у историјској области Овче поље. Село је смештено непосредно северно од поља, на западним падинама планине Манговице. Надморска висина насеља је приближно 430 метара.
Месна клима је умерено континентална.

## Становништво
Орел је према последњем попису из 2002. године имао 45 становника.
Већинско становништво су етнички Македонци (100%). 
Претежна вероисповест месног становништва је православље.